# German (Bulgarije)
German (Bulgaars: Герман) is een dorp in de buurt van de Bulgaarse hoofdstad Sofia. Het dorp maakt administratief deel uit van het district Pantsjarevo.

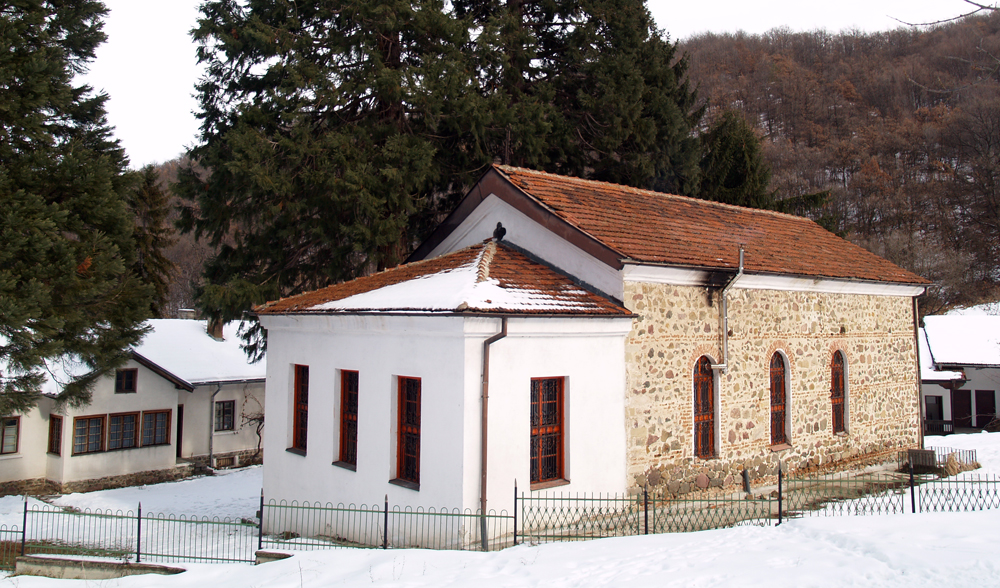
Het klooster van German

## Bevolking
In de eerste volkstelling van 1934 telde het dorp German 1.013 inwoners. Dit aantal steeg continu (met een onderbreking tussen 1975-1992) en bereikte op 31 december 2019 een hoogtepunt met 2.660 inwoners.
De grootste bevolkingsgroep vormden de etnische Bulgaren (2.327 personen, oftewel 99,4% van de respondenten in 2011).
Van de 2.564 inwoners die in februari 2011 werden geregistreerd, waren er 349 jonger dan 15 jaar oud (14%), zo'n 1.824 inwoners waren tussen de 15-64 jaar oud (71%), terwijl er 391 inwoners van 65 jaar of ouder werden geteld (15%).